# Vayrac
Vayrac is een gemeente in het Franse departement Lot (regio Occitanie). De plaats maakt deel uit van het arrondissement Gourdon. Vayrac telde op 1 januari 2022 1.279 inwoners.

## Geografie
De oppervlakte van Vayrac bedroeg op 1 januari 2022 16,33 vierkante kilometer; de bevolkingsdichtheid was toen 78,3 inwoners per km².

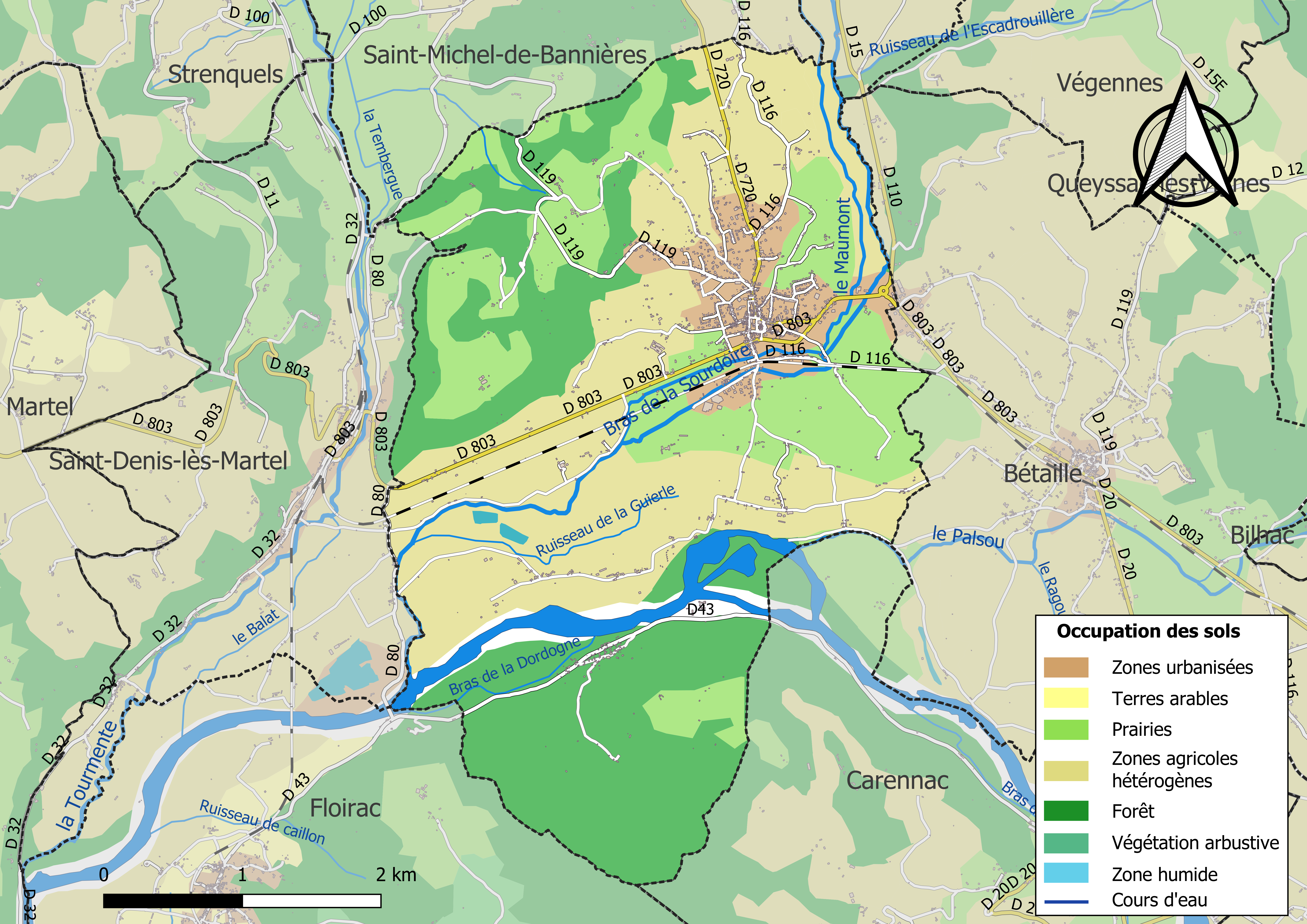
Kaart van de gemeente met de belangrijkste infrastructuur, bodemgebruik en omliggende gemeenten

## Verkeer
In de gemeente ligt de spoorweghalte Vayrac.

## Demografie
Onderstaande figuur toont het verloop van het inwonertal (bron: INSEE-tellingen).